# Kršćanstvo na Malti
Kršćanstvo na Malti postoji u sklopu više vjerskih zajednica. Malteškim ustavom zajamčena je sloboda svim religijama, a rimokatoličanstvo je državna religija.

## Rimokatoličanstvo
Kršćanstvo je na Maltu donio Sveti Pavao 70. godine, kad se njegov brod nasukao na ove otoke. Najranijom kršćanskom bogomoljom na otoku smatra se spiljom sv. Pavla, koja se nalazi na sjeveroistoku Malte, u kojoj je on navodno bio zatočen. Stoljećima je nadležnost nad kršćanskom zajednicom na Malti imala Palermska biskupija, osim za vrijeme Karla I. Anžuvinca.  Kao rezultat normandijske i španjolske vladavine, kao i vladavine Malteških vitezova, Malta je postala i ostala pobožna katolička zemlja. Sveta inkvizicija također je imala dugu tradiciju na otocima od njena osnivanja 1530. godine.

## Pravoslavlje
Pravoslavna episkopska konferencija Italije i Malte (it. Conferenza episcopale ortodossa d'Italia e Malta — CEOIM) je koordinacijsko tijelo pravoslavnih episkopa, svih pravoslavnih Crkava koje djeluju na teritoriju Italije i Malte.

## Protestanti
Vjernici lokalnih protestantskih Crkvi u većini slučajeva nisu Maltežani, nego umirovljeni Britanci koji žive na ovim otocima. Ovdje živi i oko 500 jehovinih svjedoka, te 60 pripadnika ostalih Crkava, kao što su mormoni i evangelisti. Crkve ostalih kršćanskih zajednica su prezbiterijanska i metodistička crkva sv. Andrije u Valletti, anglikanska katedrala sv. Pavla i crkva u Birkirkari adventista sedmog dana.

## Sveci zaštitnici
Sveci zaštitnici Malte su: Sveti Pavao, Sveta Agata i Sveti Juraj. Iako nije svetac zaštitnik, sv. George Preca (San Ġorġ Preca) je duboko poštovan kao prvi malteški svetac. Službeno ga je kanonizirao papa Benedikt XVI. 2007. godine. Utemeljitelj je Družbe kršćanskoga nauka. Autor je više od 140 djela, od kojih su neka prevedena na engleski. Smatra se "drugim apostolom Malte" (prvi apostol bio je sv. Pavao).
Mnogi Maltežani su priznati kao blaženi, kao što su Maria Adeodata Pisani i Nazju Falzon koje je 2001. beatificirao papa Ivan Pavao II.